# Насреддін в Бухарі
«Насреддін в Бухарі» (узб. «Nasriddin Buxoroda») — радянський фільм-комедія режисера Якова Протазанова за мотивами роману Леоніда Соловйова «Порушник спокою» і народних східних казок про Ходжу Насреддіна. Герой у фільмі називається тільки Насреддін, титул Ходжа при цьому не згадується.

## Сюжет
Знаменитий герой східних казок Насреддін прибуває в Бухару на своєму віслюку. Якраз цього дня бухарський емір вершить справедливий суд. Гончар Ніяз заборгував міняйлі Джафару 400 таньги, і суд зобов'язав його повернути гроші протягом однієї години. У бідного гончара немає грошей, і йому доведеться потрапити в рабство разом з дочкою Гульджан. Ніяза рятує Насреддін, викуповуючи його борг у Джафара. Обурений Джафар доносить бухарському еміру про цю історію. Емір вимагає зловити бунтівника, який наважився залишити його вирок без виконання. Насреддін рятується втечею від стражників з дому Ніяза і Гульджан. Кохана Насреддіна, однак, може після цього поповнити гарем еміра, і, щоб врятувати кохану дівчину, герой обмінюється одягом зі вченим-звіздарем Гуссейном Гуслією. Видавши себе за цього мудреця, Насреддін проникає в палац під його ім'ям.

## У ролях
- Лев Свердлін —  Насреддін
- Костянтин Михайлов —  емір бухарський
- Еммануїл Геллер —  Джафар, лихвар
- Василь Зайчиков —  Ніяз, гончар
- М. Мірзакарімова —  Гюльджан, дочка Ніяза
- Степан Каюков —  Бахтіяр, візир
- Абід Таліпов —  Юсуп, коваль
- Матвій Ляров —  Арсланбек, начальник варти
- Микола Волков —  Гуссейн Гуслія, мудрець
- Асад Ісматов —  Алі, чайханник
- Міршахід Міракілов —  стражник еміра
- Іван Бобров —  стражник еміра
- Рахім Пірмухамедов —  стражник еміра
- Лютфі Саримсакова —  прислуга при дворі  (немає в титрах)

## Знімальна група
- Режисер: Яків Протазанов
- Сценарист: Віктор Виткович, Леонід Соловйов
- Оператор: Данило Демуцький
- Композитор: Мухтар Ашрафі, Борис Арапов
- Художник — Варшам Єремян
- Директор — Дж. Денісон